# Danske piger viser alt
Danske piger viser alt er en dansk eksperimentalfilm fra 1996. Den er instrueret af 19 forskellige instruktører fra flere lande: Ane Mette Ruge, Krzysztof Zanussi, Susanna Edwards, David Blair, Jacob F. Schokking, Marc Hawker, Franz Ernst, Mani Kaul, Morten Skallerud, Steen Møller Rasmussen, Vibeke Vogel, Gusztav Hámos, Monika Treut, Zhang Yuan, Dusan Makavejev, Lars Nørgård, Mika Kaurismäki, Anne Regitze Wivel og Jaime Humberto Hermosillo.

## Handling
I 20 kapitler af hver 2-4 minutter viser, demonstrerer, peger på eller illuminerer en række danske piger, steder, komplekser, problemer og synspunkter. Pigerne er en slags ledemotiv i den cykliske ekskursion gennem alverdens landskaber, åndelige som konkrete.